# NGC 3513
NGC 3513 ist eine Balken-Spiralgalaxie mit ausgedehnten Sternentstehungsgebieten vom Hubble-Typ SBb und liegt im Sternbild Becher südlich des Himmelsäquators. Sie ist schätzungsweise 45 Millionen Lichtjahre von der Milchstraße entfernt und hat einen Durchmesser von etwa 40.000 Lj.
Im selben Himmelsareal befindet sich u. a. die Galaxie NGC 3511.
Das Objekt wurde am 21. Dezember 1786 von William Herschel entdeckt.